# 維內爾茨
維內爾茨是瑞士的城鎮，位於該國中西部，由伯恩州負責管轄，面積4.57平方公里，海拔高度460米，2011年人口826，八成人口信奉基督教，人口密度每平方公里181人。